# El Regal de la Casa
El Regal de la Casa (o Lo Regal de la Casa Gran) és una partida de l'Horta de Lleida, de Lleida.
Limita amb les següents partides:
- Al nord amb el terme municipal d'Almacelles.
- A l'est amb la partida del Pla de Sucs.
- Al sud amb la partida de Suquets.
- Al sud-oest amb l'EMD de Sucs.
- A l'oest amb la partida de L'Oliverar.